# Xystrocera alcyonea
Xystrocera alcyonea es una especie de escarabajo longicornio del género Xystrocera, tribu Xystrocerini, subfamilia Cerambycinae. Fue descrita científicamente por Pascoe en 1866.
El período de vuelo ocurre durante el mes de junio.

## Descripción
Mide 12-20 milímetros de longitud.

## Distribución
Se distribuye por Indonesia, Malasia y Singapur.